# Rodrigo Sepúlveda Lara
Rodrigo Sepúlveda Lara (Santiago, 11 de enero de 1973), conocido también con el apodo de Loco Pepe es un periodista deportivo y lector de noticias de radio y televisión chileno.

## Primeros años
Estudió en el Colegio De La Salle de La Reina y después le siguió periodismo en la Universidad Andrés Bello (1991-1996).

## Carrera profesional
Ingresó a trabajar en la Radio Nuevo Mundo en 1993, siendo estudiante, y más tarde fue reportero de La Moneda en la Radio Nacional de Chile.
Trabajó para el programa Más Deporte con Eduardo Bonvallet, cubriendo la Tercera y Cuarta División del fútbol chileno y diversos eventos deportivos. En 1994 formó parte del equipo del programa deportivo Más Deporte, en el cual sumó a la labor de reportero de diferentes clubes deportivos y la Selección chilena de fútbol. Abandonó Radio Nacional de Chile a fines de 1996.
Al año siguiente (1997) entró a trabajar al programa Otra vez de Zero de Radio Zero (acompañando a Eduardo Bonvallet, Marco Sotomayor y Eugenio Cornejo, tras su salida de Radio Nacional), ocupando los cargos de editor y reportero en terreno. En paralelo trabajó en el canal La Red (también junto al "Gurú" Bonvallet), donde tuvo la labor de cubrir las eliminatorias para el Mundial de Fútbol de Francia 1998 (1996-1997).
Fue editor periodístico del programa En el área con Mario Mauriziano en Canal 13 durante el 2000, y luego ocupó el mismo cargo en Chilevisión para el programa Fuera de juego con Edgardo Marín, Juan Cristóbal Guarello y Claudio Borghi (2001). Ambos espacios televisivos destacaron por tener paneles de conversación, análisis y revisiones de videos deportivos.
En septiembre de 1998, tras dejar de hacer dúo con el exseleccionado chileno, fue contratado por la cadena internacional Sky, televisora que era dueña de la transmisión del Torneo del Fútbol Nacional de Chile. Estuvo cinco años en la conducción y comentarios de todos los eventos deportivos que se transmitían, entre los cuales destaca la conducción central desde Miami de la Copa América Colombia 2001, emitida para toda Latinoamérica.
En abril de 2003, ingresó a Mega, como comentarista deportivo del noticiero central Meganoticias, en reemplazo de Alberto Fouillioux, además de participar en los eventos del canal como la transmisión de torneos del fútbol español, torneos de la ATP de Tenis, etc. Paralelamente, en 2004 asume como editor periodístico y panelista del programa Hora de hablar de la cadena internacional Fox Sports. También es solicitado por la Universidad Andrés Bello para dictar la cátedra de Periodismo de Fútbol. Este mismo año fue premiado por los árbitros como el Mejor Comentarista Deportivo.
Durante 2005 realiza el programa Rock Sport en Radioactiva, donde entrevista a destacados deportistas, en un programa de tres horas de duración que emitía en vivo, en exteriores, y con especial énfasis en los estilos musicales preferidos de los invitados.
El 1 de marzo de 2006 asumió la dirección del área deportiva de Radio W de Chile, cargo que cumplió con destacada labor hasta diciembre de 2007. Durante este último año fue invitado por el club de fútbol mexicano Pachuca al Congreso Mundial de Fútbol, donde compartió debate con grandes personajes de la historia del fútbol como Pelé, Enzo Francescoli e Iván Zamorano.
En 2008 dicta la cátedra de Periodismo Televisivo en la Universidad del Pacífico. En marzo del mismo año entra a formar parte de ADN Radio Chile, como conductor de uno de los programas radiales más exitosos del año, Tercer tiempo, programa de entrevistas dirigido a conocer el lado humano de los deportistas. Entre sus invitados han destacado los futbolistas Iván Zamorano, Thierry Henry, Enzo Francescoli y Claudio Borghi; por el tenis Fernando González y Nicolás Massú; además de la golfista Nicole Perrot y el deportista motor Carlo de Gavardo. También participó en el programa ADN Deportes como panelista y comentarista en las transmisiones de ADN Deportes en directo.
Ese año además recibe el reconocimiento de ser elegido por los jugadores y técnicos de la Primera División de Fútbol de Chile, a través de una encuesta del periódico El Mercurio, como el comentarista deportivo con mayor credibilidad.
El 29 de diciembre de 2016, en una emotiva despedida al aire, dejó su labor en ADN Radio Chile con ADN Deportes, continuando en Mega, donde realiza el comentario deportivo en el noticiero central. También es columnista del portal web Terra Chile. Desde septiembre de 2015 asumió como presentador en el programa Central Fox de Fox Sports Chile, cargo en el que estuvo hasta el cierre de la señal local en diciembre de 2019.
Desde 2020 asume como presentador principal del programa Meganoticias Alerta los fines de semana. En este tiempo también asume el programa cultural Bajo el mismo techo. En junio de 2023, mantiene la conducción de Meganoticias Alerta cuando el espacio pasa a ser la edición diaria del mediodía de Meganoticias. Además, ese mismo año pasa a tener un espacio de radio en Romántica FM.